# Années 560 av. J.-C.
Les années 560 av. J.-C. couvrent les années de 569 av. J.-C. à 560 av. J.-C.

## Événements
- Vers 570-550 av. J.-C. : frappe de monnaies d’argent à Égine, qui se diffusent largement, de la Thessalie à la Crète et à la Sicile[1].
- Vers 570-560 av. J.-C. : premières monnaies grecques de Sicile à Sélinonte et Himère[2].
- 570 av. J.-C. :
  - Phalaris, arrivé à Agrigente à la tête d’une troupe d’ouvriers pour construire un temple à Zeus, renverse l’oligarchie et devient tyran de la ville jusqu’en 554 av. J.-C.[3] ; il  agrandit le territoire de la ville aux dépens de ses voisins Sicanes. Notoirement cruel, il aurait fait enfermer ses victimes dans un taureau d’airain pour les faire rôtir vivantes[4].
  - les Libyens (berbères) font appel au pharaon contre les colons grecs de Cyrène. Craignant d’engager ses mercenaires grecs, Apriès envoie une armée égyptienne commandée par Amasis, qui se fait battre à Isara, à l’est du djebel Akhdar par le roi Battos II (r. 583-565 av. J.-C.)[5]. À son retour, Amasis, général des armées d’Apriès organise un soulèvement xénophobe contre le pharaon accusé de soutenir les mercenaires grecs et usurpe son trône, aidé de nombreux Libyens égyptiannisés[6].
- 570-565 av. J.-C. : guerre entre Athènes et Mégare. Athènes prend Salamine aux Mégariens[7].

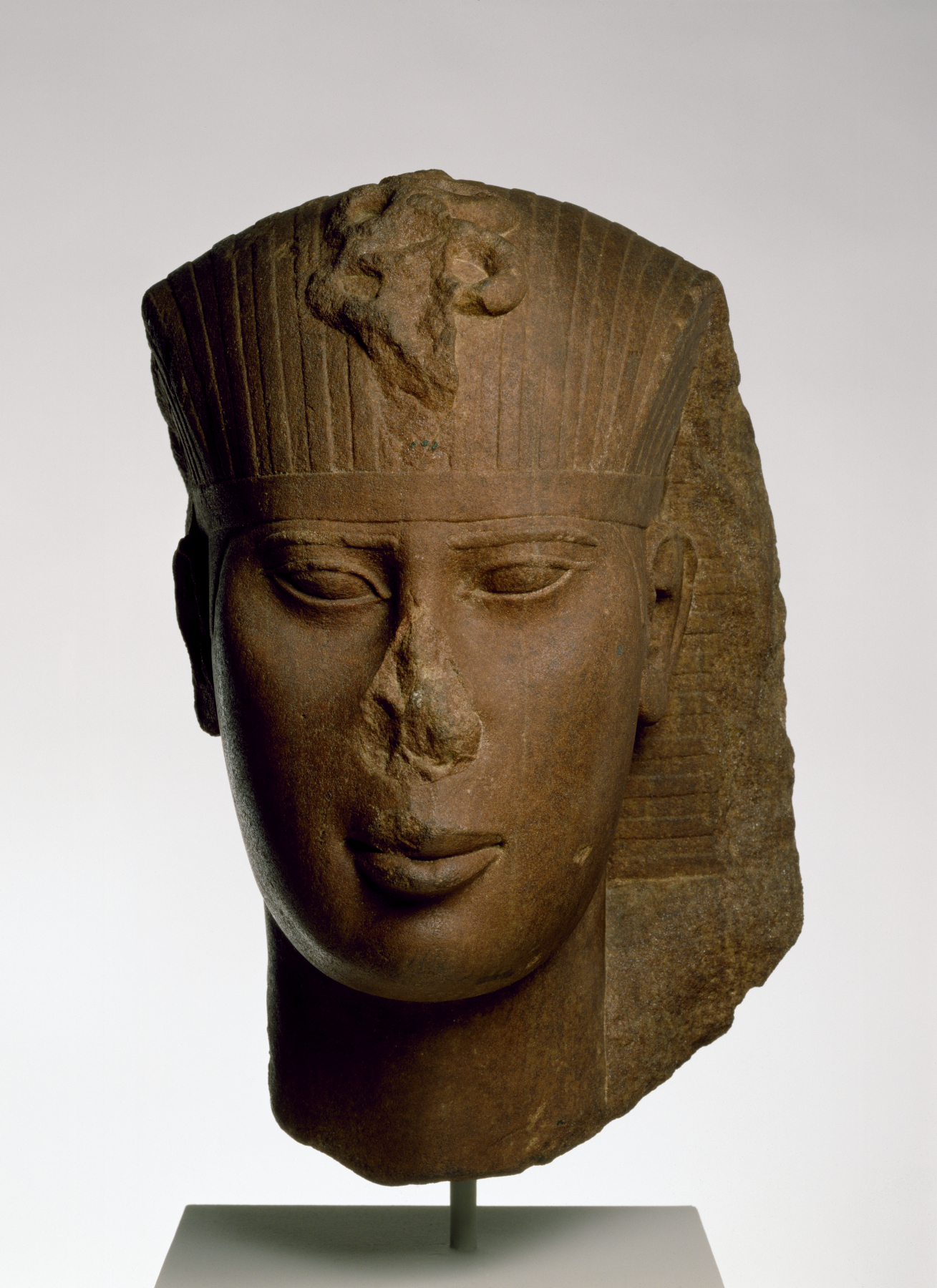
Tête attribuée au pharaon Amasis.

- 568-526 av. J.-C. : règne d’Amasis, pharaon de la XXVIe dynastie de la Basse époque égyptienne[8]. Amasis concentre tout le commerce grec et phénicien à Naucratis ; l’Égypte exporte des céréales, des papyrus, de l’alun, des faïences, de l’ivoire sculptée et des bronzes ouvragés. Elle reçoit du vin, de l’argent, de l’huile d'olive et des cuirs[9].

- 568-567 av. J.-C. : échec d’une expédition de Nabuchodonosor II contre l’Égypte[10]. Le pharaon Amasis repousse l'invasion en utilisant des mercenaires Grecs d’Ionie.

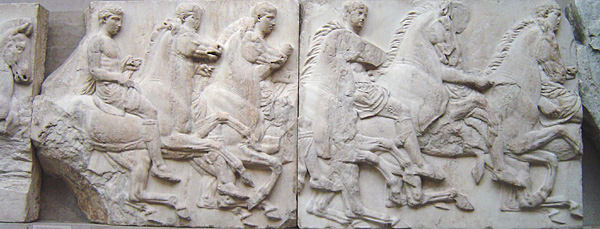
Frise des Panathénées, Parthénon, v. 445‑435 av. J.-C., British Museum

- 566 av. J.-C. : réorganisation des Panathénées, fêtes célébrées à Athènes en l'honneur de la déesse Athéna[11]. Elles ont lieu tous les quatre ans et des concours athlétiques sont introduits.
- 565 av. J.-C. : 
  - les Grecs phocéens fondent la colonie d'Alalia (actuelle Aléria en Corse)[12].
  - prise de Nysaia. Victoire du polémarque Pisistrate, homme politique athénien de la famille des Eupatrides, parent et ami de Solon, sur Mégare[13].
- Vers 565 av. J.-C. : le pharaon Amasis s’empare de Chypre qui reste sous domination égyptienne jusque vers 545 av. J.-C.[14].
- Vers 565-655 av. J.-C. : règne du roi Arcésilas II de Cyrène ; il perd 7 000 hommes lors de la bataille de Leukôn contre les Libyens révoltés (date et site exacts inconnus)[5].

- 564 av. J.-C. : Milet colonise Amisos sur la côte Sud de la mer Noire[15].
- 562 av. J.-C. : 
  - mort de Nabuchodonosor II, roi de Babylone. Son fils Amêl-Marduk (Evil-Merodach) n’occupe le trône que deux ans[8].
  - libération de Joaquin, ancien roi de Juda après trente-sept ans de captivité[16],[17].
  - en Chine, le prince légitime du royaume de Lu garde ses fonctions de chef religieux, mais perd la réalité du pouvoir au profit de la noblesse qui divise le pays en trois districts[18].
- 561 av. J.-C. : première tyrannie de Pisistrate à Athènes qui s’empare de l’Acropole avec l’aide du dèmos et se proclame tyran d’Athènes. Les chefs du parti aristocratique quittent la ville. Solon abandonne la vie politique. Pisistrate est chassé l'année suivante par la coalition de Lycurgue (de), chef des Pédiens, et de Mégaclès, chef des Alcméonides, qui instaurent une oligarchie[19].
- Vers 561/560 : Athènes colonise la Chersonèse de Thrace. Miltiade l’Ancien, membre du parti aristocratique des Pédiéns hostile à la tyrannie de Pisistrate, est encouragé par celui-ci à s’exiler avec ses amis en Chersonèse de Thrace où il exerce la tyrannie jusqu’en 556 av. J.-C.[20].

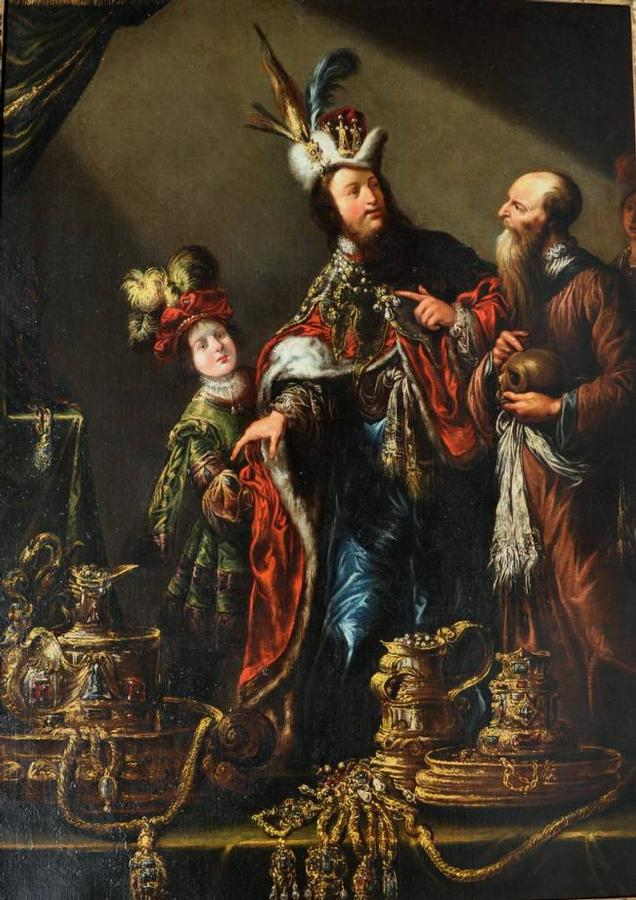
Crésus par Claude Vignon

- 561-547 av. J.-C. : règne de Crésus, roi de Lydie à la mort Alyatte II[8]. Il s’empare de l’Anatolie. Il est fabuleusement riche grâce aux sables aurifères du Pactole. Il soumet les cités grecques d’Ionie (v. 560 av. J.-C.).